# Union City (Kalifornia)
Union City város az USA Kalifornia államában, Alameda megyében. Lakosainak száma 70 143 fő (2020. április 1.).

## Népesség
| Lakosok száma | 69 516 | 73 000 | 70 143 |
|               | 2010   | 2014   | 2020   |